# Лъчезар Иванов
Лъчезар Богомилов Иванов е български лекар и политик. Народен представител от НДСВ в XL народно събрание и от ГЕРБ в XLI, на което е заместник-председател, XLII, XLIII, XLIV, XLV, XLVI, XLVII и XLVIII народно събрание.

## Биография
Лъчезар Иванов е семеен лекар на Бойко Борисов и като такъв през 2005 г. е избран за народен представител, първоначално от НДСВ. Впоследствие в същото XL НС става единственият депутат от новообразуваната ГЕРБ. Народен представител от ГЕРБ в XLI народно събрание и негов заместник-председател от 14 юли 2009 до 7 юли 2010 г., когато е принуден да се оттегли от поста. Редови депутат в следващите парламенти.
През 2015 г. печели конкурс за доцент по обществено здраве в Медицинския факултет на Софийския университет.